# First Wave – Die Prophezeiung
First Wave – Die Prophezeiung (Originaltitel: First Wave) ist eine kanadische Science-Fiction-Fernsehserie, die von Cade Foster handelt, der eine außerirdische Invasion der Erde aufhalten will. Die Geschichte basiert auf einer Geschichte von Chris Brancato. Zusammen mit Francis Ford Coppola und Larry Sugar produzierten sie die Serie.

## Handlung
Cade Foster ist eigentlich ein ganz normaler Mann, er hat eine Frau und eine Arbeit als Sicherheitsfachmann. Doch eines Tages beginnt sein Leben sich zu verändern. In sein Haus wird eingebrochen und nichts wird gestohlen, er wird entlassen als sein Boss von seiner kriminellen Vergangenheit erfährt und dann trifft er noch auf Leute, die ihn vor einem außerirdischen Experiment warnen. Cade kommt in den Besitz eines alten Buches, welches von Nostradamus geschrieben worden sein soll. In diesem Buch hat Nostradamus die Vernichtung der Erde in drei Wellen vorausgesagt. Nachdem Cade und seine Frau in ihrem Haus Abhöranlagen entdeckt haben, verbringen die beiden die Nacht in einem Motel. In dieser Nacht stellt Cade fest, dass die Frau, welche er für seine Frau hält, in Wahrheit eine Außerirdische ist. Seine wirkliche Frau wurde von den Außerirdischen umgebracht und diese haben genug Beweise hinterlassen, die auf Cade als Täter hindeuten.
Cade findet heraus, dass er eine von 117 Versuchspersonen der Außerirdischen ist, um den Willen der Menschen zu testen. Er ist auch der Einzige der dieses Experiment überlebt hat.
Er findet einen Verbündeten im Kampf gegen die Invasion: Crazy Eddie. Dieser veröffentlicht auf seiner Internetseite, der Paranoid Times, Fosters Erlebnisse und Erkenntnisse.
In der letzten Folge der zweiten Staffel übernehmen die zwei einen Fernsehsender, um der Welt die Wahrheit mitzuteilen. Die Versuche der Außerirdischen dies zu verhindern, scheitern, jedoch wird Foster scheinbar erschossen, bevor er der Welt die Wahrheit mitteilen kann.
Die dritte Staffel wurde bis heute nie ins Deutsche übersetzt und lief bisher nur in Amerika. In dieser wird die Geschichte zu Ende gebracht. So erfährt man, dass Eddie nicht Cade, sondern einen Doppelgänger tötete. Des Weiteren tauchen zwei neue Charaktere auf. Jordan Radcliff, Führerin der Raven Nation, welche sich mit Cade gegen die Gua stellen, und Mabus. Mabus ist der Führer der Gua und drängt darauf bald mit der dritten Welle anzufangen. Insgesamt präsentiert sich die 3. Staffel als sehr düster. Dazu baut nun auch jede Folge aufeinander auf und haben zudem meist noch ein offenes Ende.

## Auszeichnungen (Auswahl)
- 1999 wurde Claude Foisy für die beste Originalmusik in einer dramatischen Serie für einen Gemini Award nominiert.
- 2001 wurde Rob LaBelle als bester Nebendarsteller in einer dramatischen Serie für einen Gemini Award nominiert.